# Роговин, Захар Александрович
Захар Александрович Рого́вин (28 августа 1905, Могилёв — 11 августа 1981, Москва) — советский химик-органик, специалист в области химии высокомолекулярных соединений. Доктор химических наук, профессор (1938). Заслуженный деятель науки и техники РСФСР (1965).

## Биография
Родился 15 (28 августа) 1905 года в Могилёве в еврейской семье. Родители — Сроел Хацкелевич Роговин (1873—?), уроженец Друи, купеческий второй гильдии сын, и Нехама Залмановна Хацревин (родом из Витебска). Окончил опытную школу Наркомпроса и в 1928 году Московское высшее техническое училище. 
В 1929 году был командирован на стажировку в Германию с целью изучения технологии искусственных волокон. Стажировку в Германии проходил с Александром Ивановичем Меосом и Александром Бернардовичем Пакшвером.
До 1931 года работал в Физико-химическом институте имени Л. Я. Карпова, проходил аспирантуру в  Военно-химической академии, после чего был назначен начальником отдела и заместителем директора по научной работе в Научно-исследовательском институте химии и механики.
С 1931 года преподавал в Московском высшем техническом училище имени Н. Э. Баумана, с 1934 года — в  Московском химико-технологическом институте имени Д. И. Менделеева. С 1938 года — его профессор и заведующий кафедрой технологии искусственного волокна.
В 1940 году декан технологического факультета Московского химико-технологического института им. Д. И. Менделеева. В 1941—1945 годах одновременно уполномоченный по химии Государственного комитета обороны. В 1946 году кафедра технологии искусственного волокна была переведена в МТИ и З. А. Роговин возглавлял эту кафедру до выхода на пенсию в 1978 году.
Основные научные труды в области химии высокомолекулярных соединений. Разработал ряд методов синтеза производных целлюлозы (1930—1950), изучал условия и кинетику полимеризации капролактама, разработал метод получения полиамидной смолы капрон (1944). Создал новые типы химических волокон (фторлон, мтилон). Разработал методы химической модификации целлюлозных и синтетических волокон. Автор монографий «Химия целлюлозы» (М., 1972); «Основы химии и технологии химических волокон» (4-е издание — М., 1974); «Химические превращения и модификация целлюлозы» (2-е издание — М., 1979).
Умер 11 августа 1981 года. Похоронен на Введенском кладбище (10 уч.).

## Награды и премии
- Заслуженный деятель науки и техники РСФСР (1965)
- Сталинская премия III степени (10 апреля 1942) — за разработку метода получения огнестойких и водоустойчивых тканей
- Сталинская премия II степени (1950) — за разработку и освоение метода производства нового искусственного волокна
- Государственная премия СССР (1974) — за цикл работ по химическим превращениям и модификации целлюлозы[5]

## Семья
- Брат — инженер Наум Александрович Роговин.
- Первая жена (1931—1944) — Анна Александровна Тагер (1912—1999), доктор химических наук, профессор, специалист в области физической химии полимеров.
  - Дочь — доктор химических наук Лидия Захаровна Роговина (1932—2010).
  - Сын — доктор философских наук, историк Вадим Захарович Роговин (1937—1998).
- Вторая жена (1947—1981) — Евгения Львовна Рудницкая (1920—2016), доктор исторических наук.
  - Дочь — доктор химических наук Светлана Захаровна Роговина (род. 1948), ведущий научный сотрудник Института химической физики имени Н. Н. Семёнова РАН.
- Двоюродные братья — писатель Захар Львович Хацревин, физик-теоретик Юрий Моисеевич Каган, доктор технических наук Борис Моисеевич Каган (учёный в области автоматики, кибернетики и вычислительной техники)[6].
- Двоюродные сёстры — актриса Валентина Григорьевна Вагрина и писатель Елена Моисеевна Ржевская.